# Chodorówka (dopływ Jasienianki)
Chodorówka – potok, dopływ Jasienianki, na niektórych mapach nazywanej Wojnarówką. 
Chodorówka na niektórych mapach opisywana jest jako Krużlowianka. Według wykazu wód płynących Polski Krużlowianka to górny bieg Chodorówki do miejscowości Chodorowa. Ma źródła na północno-wschodnich stokach Rosochatki i Jodłowej Góry, najwyżej położone na wysokości około 640 m n.p.m. Powstaje z połączenia wielu cieków. Zlewnia Chodorówki obejmuje miejscowości Stara Wieś, Posadowa Mogilska, Krużlowa Wyżna, Krużlowa Niżna,  Chodorowa, Wojnarowa.  W tej ostatniej uchodzi do potoku Jasienianka jako jego prawy dopływ. Następuje to na wysokości około 290 m, w miejscu o współrzędnych 49°40′23,5″N 20°55′03,7″E/49,673194 20,917694.
Zlewnia Chodorówki znajduje się w dwóch mezoregionach geograficznych. Część źródeł znajduje się w górach zaliczanych do Beskidu Niskiego. Wypływające z nich cieki mają w górnej części charakter potoków górskich. Cześć źródeł i część zlewni znajduje się już na Pogórzu Rożnowskim.